# Oči pročišćenja
Oči pročišćenja je umjetnička instalacija poljskog umjetnika Mirosława Bałke nastala 2009. godine. Nalazi se ispred ulaza na južnoj strani u zagrebački Muzej suvremene umjetnosti.

## Opis instalacije
U ovom radu umjetnik razmišlja o posjetitelju muzeja. On nastoji kreirati rad u kojem stavlja u blizak i intiman odnos djelo i promatrača. U konkretnom slučaju djela pred ulazom u Muzej suvremene umjetnosti Balka promišlja o bučnoj prometnici i križanju ispred MSU-a i posjetitelju opterećenom nervozom prometnice te kreira meditativni prostor koji se sastoji od betonskog prostora u kojem atmosferu kontemplativnog, nematerijalnog i neopipljivog stvara pomoću vode koja cirkulira uokolo i unutar prostora.